# Valle de Tambo
El valle de Tambo —o del Tambo—, es una región geográfica entre el desierto costero y la cordillera andina, se encuentra ubicado en la provincia de Islay, del departamento de Arequipa en el sur del Perú.

## Historia
El pueblo puquina fue el primero en poblar el valle, seguido por el Imperio tiahuanaco-huari entre los 300 a 1400 años d. C., posteriormente fue anexado al Imperio Incaico de 1400 a 1540 años d. C., los incas conocían al valle con los nombres de Tampupailla y Tambopalla. El primer registro moderno del valle se da en el 22 de enero de 1540, cuando el conquistador español Francisco Pizarro entrega el entonces valle incaico a don Diego Hernández como parte de repartos de bienes entre los conquistadores hispanos.

## División territorial
El valle se encuentra dividido entre los distritos de Cocachacra, Deán Valdivia y Punta de Bombón. Según el Instituto Nacional de Estadística e Informática (INEI), la población en 2015 de cada distrito alcanzada es 8,984 (Cocachacra), 6,619 (Deán Valdivia) y 6,477 (Punta de Bombón).

## Desarrollo económico y social
El valle de tambo está ubicado en la zona denominada la deyección del río Tambo. Sobre la cuenca de este río, de la cual forma parte el área protegida Santuario Nacional Lagunas de Mejía y el Estuario donde desemboca el río Tambo y se extienden las playas de litoral, se encuentra dentro de un espacio mayor (macroespacio) que comprende un área agrícola de 15,218.3 ha de tierras de calidad agroecológica alta para cultivos en limpio y media para cultivos permanentes concentradas en un 90.2% en los distritos de Cocachacra, Dean Valdivia, Mejía y Punta de Bombón, considerados aquí conformantes del valle en riesgo por el proyecto Tía María, mientras Mollendo tiene el 9.8% de esta área, una extensión de 29,952.2 ha de tierras de calidad agroecológica media aptas para cultivos en limpio y baja para cultivos permanentes donde el 52.7% está en el distrito de Mollendo y un 47.3% en los distritos del valle, y 26,362.7 ha de tierras de calidad agroecológica baja aptas para pastoreo temporal, donde el 54.9% está en los distritos del valle y 45.1% en Mollendo.
La capacidad de uso mayor del suelo le ha permitido al valle una significativa diversificación económica al producir una gran variedad de cultivos transitorios como la papa, el arroz, el ajo, y la cebolla, y otros; así como cultivos permanentes, como la caña de azúcar y la alfalfa, principalmente. 
En la cuenca del río Tambo se lleva adelante la agricultura, la avicultura y la ganadería de subsistencia, principalmente de vacunos y ovinos, y la pesca artesanal, siendo la primera, la actividad económica principal. El ámbito del valle de Tambo, ubicado en la provincia de Islay, departamento de Arequipa, comprende los distritos de Cocachacra, Dean Valdivia, Punta de Bombón, Mejía y Mollendo, aunque en este último y con el mismo nombre se encuentra la capital de la provincia de Islay, y por lo mismo, predominan las actividades urbanas. El distrito de Islay no pertenece al área del valle de Tambo y es una zona eminentemente urbana donde se encuentra el puerto de Matarani para el embarque de productos para la exportación como los minerales.
La principal fuente de agua para la agricultura y el consumo humano proviene del ecosistema del río Tambo, con un flujo permanente de aguas superficiales y subterráneas, derivándose de este, canales de riego administrados por tres juntas de usuarios, Tambo, Punta de Bombón y Ensenada Mejía Mollendo, con 20 comisiones de regantes que cubren 9806 ha bajo riego, y donde el 52 %, 24 % y 24 % de esta área, les corresponden a dichas juntas de usuarios, respectivamente. El Valle del Tambo, de acuerdo al censo agropecuario del 2012, contaba en ese año con 3463 unidades agropecuarias de pequeños productores, con un predominio de tamaño de las unidades entre 3 y 10 ha, que se dedican a la actividad agropecuaria en un territorio de 15,079 hectáreas, de las cuales el 97% es de uso agrícola. Es decir, 12,144 hectáreas están destinados a cultivos transitorios, 2,406 hectáreas a cultivos permanentes y 26 hectáreas a cultivos asociados. Esta situación no ha cambiado significativamente, aunque han aumentado las hectáreas sembradas y cosechadas. Riesgos y Potencialidades del Valle de Tambo en tiempos de la Covid-19

## La Superposición de Concesiones Mineras
El valle de Tambo y el de Ilo han recibido el impacto de las actividades de Southern desde que esta empresa, en manos de la transnacional Asarco (EEUU), inició la producción de cobre a inicios de la década de los 60s y en particular han sido nocivas las emisiones de la fundición de Ilo a través del dióxido de azufre y el material particulado tóxico, y por ello, “hacia 1962 los agricultores del valle de Ilo realizan su primera denuncia; y cuatro años después los propietarios de las haciendas Chucarapi y Pampa Blanca del valle de Tambo, a 80 Km. de la fundición, constatan bajos rendimientos en la caña de azúcar, debido a la presencia de este material”. Sin embargo, las concesiones mineras sobre la cuenca del río Tambo datan de 1994 en que Teck Cominco de Canadá inicia la exploración en el yacimiento Tía María, pero es en el 2006 que Southern Peru Copper Corporation (SPCC), ya en manos del Grupo México desde 1999, descubre el yacimiento denominado La Tapada, ambos en gran parte de su extensión son terrenos de propiedad pública. En agosto de 2019, la provincia de Islay está cubierta de concesiones mineras en un 56.5% de su extensión que alcanzaba las 217,010.39 ha distribuidas principalmente en Cocachacra (53%), Punta de Bombón (17%) y Mollendo (13%), siendo los distritos de Mejía con un (97.3%), Cocachacra (73.7%) y Dean Valdivia (60.4%) los que tienen más comprometido su territorio con concesiones mineras
Las empresas con mayor área concesionada que acompañan a Southern (Grupo México, Germán Larrea) con concesiones mineras en la cuenca del valle de Tambo, son: Minera Pampa del Cobre y Milpo del grupo Nexa Resources (Brasil, antes Votorantin); Vale Exploration Peru, subsidiaria de Vale do Rio Doce (Brasil); Fresnillo Perú, dedicada a metales preciosos, subsidiaria de Industrias Peñoles SAB (México), tal como sería el caso de Minera Peñoles SA; Fuda Mining, empresa subsidiaria de la empresa Anhui Geology and Mining Investment Ltd. de China; y Cerro verde es propiedad mayoritaria de FreeportMcMoRan de EEUU (53.56 %) y de Cía de Minas Buenaventura (19.58 %), cuyo principal representante es Roque Benavides, siendo esta última empresa la titular del proyecto San Gabriel (oro) ubicado en la microcuenca del río Ichuña, afluente del río Tambo. Así, el valle de Tambo aparece directamente amenazado por las concesiones mineras de Southern (México) acompañada de Peñoles (México), Vale do Rio Doce (Brasil), Nexa Resources (Brasil), Cerro Verde (EEUU), y Fuda Mining (China), que, con excepción de esta última por falta de información, presentan un récord ambiental y de conflictos cuestionable. Estas corporaciones transnacionales, con intereses en el valle, son las que están de acuerdo con el proyecto Tía María y ejercen presión para que se concrete. Riesgos y Potencialidades del Valle de Tambo en tiempos de la Covid-19

## El problema hídrico del valle de Tambo
El déficit o faltante de agua disponible y de calidad en la cuenca del río Tambo, generado por el desvío o transvase de las aguas de la cuenca del Tambo hacia la cuenca del río Moquegua ocurrido entre 1989 y 1995, y los efectos del cambio climático, al aumentar la extensión del período de estiaje en años normales y la frecuencia de años extremadamente secos, han afectado el rendimiento de los cultivos y con ello la economía y la salud de la población del valle de Tambo. 
La inminente contaminación y disposición de aguas subterráneas en la cuenca del río Tambo haría inviable la agricultura del valle porque el acuífero aporta en un 100% el caudal del río Tambo en época de estiaje y un 50% al volumen total transportado al año y precisamente dos puntos claves que quedaron sin resolverse en el EIA son las filtraciones de aguas contaminadas desde el tajo La Tapada hacia el acuífero y la disponibilidad del estudio de factibilidad de la planta desalinizadora para indagar sobre el uso de las aguas subterráneas. Lo que quedó claro es la existencia de contaminación del aire por material particulado sobre la cuenca del río Tambo donde se ubica el valle. Sin embargo, el segundo EIA se aprobó en solo 9 meses y sin licencia social. 
Esto significa que hay un manejo anárquico de las fuentes y usos del agua en función de las decisiones de los gobiernos y del poder económico. En este caso, hay disputas “en las alturas” entre los gobiernos regionales de Puno, Moquegua y Arequipa, y también participa el gobierno nacional, pero sin la participación de los actores sociales organizados de la cuenca, por lo que no hay la garantía para el mantenimiento sostenible de los ecosistemas acuáticos y las condiciones de calidad y cantidad de agua que permitan satisfacer la demanda actual y futura de la misma, con prioridad en la pequeña agricultura o la agricultura familiar. La contaminación del agua y el suelo por arsénico y boro hallado por el OEFA el 2017 en el valle, no solo no dice que el alto contenido de calcio en el suelo neutraliza la acción tóxica del boro en los cultivos, sino que deja sin demostrar, cómo así, esta contaminación se debe a causa natural y no a la actividad minera informal u otra en la cuenca del Tambo, pero sí señala, que unas horas al día el viento va hacia el sur, por lo que el material particulado que emane de la explotación minera afectaría la economía, el ambiente y la salud de la población del valle.
La Evaluación Ambiental Temprana (EAT) del OEFA, al señalar que, por las características geológicas de la zona de explotación minera, no ocurrirá la infiltración de aguas desde el tajo “La Tapada” hacia las aguas subterráneas de la cuenca del río Tambo, que los agricultores utilizan en época de estiaje, solo ha reforzado la incertidumbre que dejó el tratamiento de este tema en la aprobación del EIA, reafirmando la posición de la empresa. (Véase El Comercio, 20 de marzo de 2018). 
El problema de la disponibilidad del agua en la cuenca del río Tambo ha sido afrontado por lo menos desde el 2013 con la propuesta de construcción de la represa Paltiture (84 millones de metros cúbicos y un costo de 300 millones de soles); sin embargo, al no lograrse el consenso entre los gobiernos regionales de Arequipa, Moquegua y Puno, el gobierno ha decidido impulsar el proyecto de la represa Yanapujio (43 millones de metros cúbicos y costo de 451.55 millones de soles) que incluye obras para 5 comunidades campesinas e involucra un acuerdo solo entre los dos primeros gobiernos regionales referidos. El mayor caudal en el río Tambo reduciría el nivel del potencial impacto ambiental que tendría la entrada en operación del proyecto de oro San Gabriel de Cía de Minas Buenaventura ubicado sobre la cuenca del río Ichuña, afluente de la cuenca del río Tambo, por lo que debe revisarse este proyecto.
Si existe un déficit hídrico sostenido para el valle, es fácil imaginarse cómo se agravará la disponibilidad y calidad del agua y su impacto en la economía, el ambiente y la salud de la población con el ingreso de proyectos mineros en la cuenca del Tambo, más los efectos del cambio climático. En una situación de emergencia, como la existente para enfrentar la enfermedad de la Covid19, donde el agua y los alimentos son fundamentales para la salud y la conservación de la vida, el proyecto de la represa u otras obras de afianzamiento hídrico se han hecho más urgentes que nunca. Riesgos y Potencialidades del Valle de Tambo en tiempos de la Covid-19
El valle es una zona rica en minería, en el sitio se encuentra el proyecto Tía María, paralizado de forma parcial desde 2011 por conflictos socioambientales entre la empresa Southern Peru Copper Corporation del Grupo México y los «dirigentes y pobladores del Valle de Tambo que se oponen al proyecto minero», entre ellos, el alcalde de Cocachacra Julio Cornejo.
En el valle se encuentra el río Tambo que desemboca en el océano Pacífico, al sur del valle está el Santuario nacional Lagunas de Mejía.